# Percy Ernst Schramm
Percy Ernst Schramm (ur. 14 października 1894 w Hamburgu, zm. 21 listopada 1970 w Getyndze) – niemiecki historyk, mediewista, historyk sztuki.
Był profesorem historii na Uniwersytecie w Getyndze w latach 1929–1963. Jego badania koncentrowały się na średniowiecznej symbolice i rytuale politycznym. W 1958 otrzymał Pour le Mérite za Naukę i Sztukę.

## Wybrane publikacje
- Die zeitgenössischen Bildnisse Karls des Grossen, Leipzig 1928.
- Die deutschen Kaiser und Könige in Bildern ihrer Zeit, 751–1190, Berlin 1928.
- Kaiser, Rom und Renovatio, Leipzig 1930.
- Geschichte des englischen Königtums im Lichte der Krönung, Weimar 1937.
- Der König von Frankreich: das Wesen der Monarchie vom 9. zum 16. Jahrhundert, Darmstadt 1939.
- Kaufleute zu Haus und über See. Hamburgische Zeugnisse des 17., 18. und 19. Jahrhunderts, Hamburg 1949.
- (współautor) Herrschaftszeichen und Staatssymbolik: Beiträge zu ihrer Geschichte vom dritten bis zum sechzehnten Jahrhundert. Stuttgart 1954–1978.
- Hitler als militärischer Führer. Erkenntnisse und Erfahrungen aus dem Kriegstagebuch des Oberkommandos der Wehrmacht, Frankfurt am Main – Bonn 1962..
- (współautor: Florentine Mütherich), Denkmale der deutschen Könige und Kaiser: ein Beitrag zur Herrschergeschichte, Munich 1962–1978.
- Neun Generationen: Dreihundert Jahre deutscher "Kulturgeschichte" im Lichte der Schicksale einer Hamburger Bürgerfamilie (1648–1948), t. 1–2, Göttingen 1963–1964.
- Kaiser, Könige und Päpste: Gesammelte Aufsätze zur Geschichte des Mittelalters, t. 1–4, Stuttgart 1968–1971.

## Publikacje w języku polskim
- Adolf Hitler: anatomia dyktatora, tł. z niem. Joanna Jakutowicz, "Dialogi Polityczne: polityka, filozofia, społeczeństwo, prawo" 13 (2010), s. 319–342.